# Lawrence (Indiana)
Lawrence è una città degli Stati Uniti d'America, situata nella Contea di Marion, nello Stato dell'Indiana.
La popolazione era di 38.915 abitanti nel censimento del 2000.